# Gene Hagner
Simon Ira Eugene Hagner „Gene“ Hagner (* 6. September 1983 in Heilbronn) ist ein ehemaliger deutscher Basketballspieler.

## Werdegang
Hagner, Sohn einer deutschen Mutter und eines US-amerikanischen Vaters, wuchs in Heilbronn auf, er begann im Alter von sechs Jahren mit dem Basketballsport. Er spielte in der Saison 2002/03 für den TSV Crailsheim in der 2. Basketball-Bundesliga, im Sommer 2003 wechselte der 1,90 Meter große Aufbau- und Flügelspieler zur KuSG Leimen in die Regionalliga. 2004/05 (bei SF Neckarsulm) und 2005/06 (bei TS Göppingen) spielte er in der baden-württembergischen Oberliga Ost. Mit Göppingen stieg er als Oberliga-Meister in die Regionalliga auf, dort trat er mit der Mannschaft in den Spieljahren 2006/07 sowie 2007/08 an.
In der Saison 2008/09 spielte Hagner zunächst für den BC Energie Zwickau in der Regionalliga. Er wechselte während des Spieljahres zum FC Bayern München in die 2. Bundesliga ProA, kam beim FCB aber wegen einer Verletzung nur zu drei Einsätzen. In der Sommerpause 2009 stieß er zum Nürnberger BC (2. Bundesliga ProB) und ging nach einem Spieljahr in Franken in die zweithöchste deutsche Spielklasse zurück, als er im Vorfeld der Saison 2010/11 vom USC Freiburg unter Vertrag genommen wurde. Er bestritt 26 ProA-Spiele für die Mannschaft aus dem Breisgau.
Zum Spieljahr 2011/12 wurde Hagner von seinem ehemaligen Jugendtrainer Rainer Bauer zur BG Illertal (2. Bundesliga ProB) geholt, Anfang Januar 2012 nahm Hagner ein Angebot der BG Dorsten aus der Nordgruppe der 2. Bundesliga ProB an. Dorstens Trainer Torsten Schierenbeck baute auf Hagners Stärken in der Verteidigung. Nachdem er bis zum Ende der Saison 2011/12 10,3 Punkte je Begegnung für die BG erzielte und Führungsqualität eingebracht hatte, erhielt Hagner in Dorsten eine Vertragsverlängerung. In der Saison 2012/13 stieg er mit Dorsten aus der 2. Bundesliga ProB ab.
Hagner wechselte in der Sommerpause 2013 zur BG BSW 06 (2. Bundesliga ProB), bei der er wieder unter Trainer Torsten Schierenbeck spielte. Bis 2015 war er Mitglied der Mannschaft aus Sachsen-Anhalt, zur Saison 2015/16 ging Hagner zum Regionalligisten TV Ibbenbüren. Mitte Oktober 2016 kam es zwischen dem TV und Hagner zur Trennung. Er ging nach Baden-Württemberg zurück und schloss sich dem Regionalligisten SV Fellbach an. Er spielte später für die TSG Heilbronn in der Oberliga, im Sommer 2019 kehrte er zur BG Dorsten (Regionalliga) zurück, verletzte sich dann aber.
Hagner ist Erzieher und war in diesem Beruf bereits während seiner Zeit als Leistungsbasketballspieler tätig.